# Sportist Kremikovtsi
El Sportist Kremikovtzi es un equipo de balonmano del distrito Kremikovtsi de la capital búlgara de Sofía.

## Palmarés
- Liga de Bulgaria: 5
  - Temporadas: 1965-66, 1967-68, 1974-75, 1976-77, 1984-85